# Jardins penjants de Babilònia

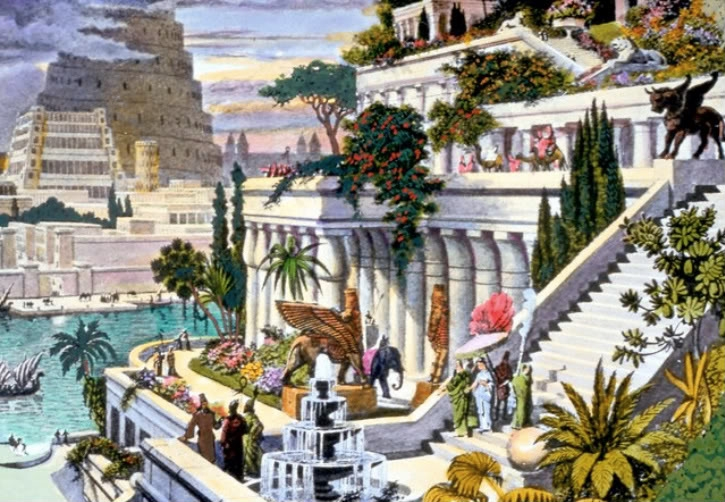
Aquest gravat a mà, realitzat probablement al després de les primeres excavacions als capitells assiris, representa els llegendaris jardins penjats, amb la torre de Babel al fons.

Els Jardins penjants de Babilònia van ser una de les set meravelles del món antic catalogades per l'antiga Grècia. Es van descriure com una proesa notable d'enginyeria amb una sèrie ascendent de jardins en capes que contenien una gran varietat d'arbres, arbusts i vinyes, que s'assemblaven a una gran muntanya verda construïda amb maons de fang. Es deia que es va construir a l'antiga ciutat de Babilònia, prop de l'actual Hilla, província de Babil, a l'Iraq. El nom dels jardins penjants deriva de la paraula grega κρεμαστός (kremastós, ‘penjat, suspés') i fa referència als arbres plantats sobre una estructura elevada com una terrassa.
Segons una llegenda, els jardins penjants van ser construïts al costat d'un gran palau conegut com a meravella de la humanitat, pel rei neobabilònic Nabucodonosor II (que va governar entre el 605 i el 562 aC), per a la seva dona meda, la reina Amytis, perquè trobava a faltar els verds turons i valls de la seva terra natal. Això va ser testificat pel sacerdot babilònic Berós, que va escriure cap al 290 aC, una descripció que més tard va ser citada per Flavi Josep. La construcció dels jardins penjants també s'ha atribuït a la llegendària reina Semíramis, que suposadament va governar Babilònia al segle ix aC, i van tenir el nom de jardins penjants de Semíramis com a nom alternatiu.

Cronologia i mapa de les set meravelles del món antic, inclosos els jardins penjants de Babilònia

Els jardins penjants són l'única de les set meravelles per la qual la ubicació no s'ha establert definitivament. No hi ha textos babilonis conservats que esmentin els jardins i no se'n ha trobat cap prova arqueològica. Hi ha tres teories que l'expliquen: en primer lloc, que eren purament mítiques, i les descripcions trobades en els escrits grecs i romans antics (incloses les d'Estrabó, Diodor de Sicília i Quint Curci Ruf) representaven un ideal romàntic d'un jardí oriental. En segon lloc, que existissin a Babilònia, però van ser completament destruïdes cap al segle I dC. Finalment i en tercer lloc, que la llegenda fa referència a un jardí ben documentat on el rei assiri Sennàquerib (704-681 aC) va construir a la seva capital de Nínive al riu Tigris, a prop de la moderna ciutat de Mossul.

## Descripcions en literatura clàssica
Hi ha cinc autors principals les descripcions dels quals asseveren que els jardins de Babilònia van existir d'alguna forma. Aquests escriptors es preocupen per la mida dels jardins penjants, el seu disseny general i els seus mitjans de regadiu i per què es van construir.
Josep (c. 37–100 dC) cita una descripció dels jardins de Berós, un sacerdot babilònic de Marduk, l'escrit del qual ca 290 aC és el primer comentari conegut dels jardins. Berós va descriure el regnat de Nabucodonosor II i és l'única font que acredita aquest rei amb la construcció dels jardins penjants.
| « | "En aquest palau va erigir murs molt alts, recolzats en pilars de pedra; i plantant el que es va anomenar un paradís pensil i reposant-lo amb tota mena d'arbres, va fer de la perspectiva una semblança exacta d'un país muntanyós. Això va fer per gratificar la seva reina, perquè havia estat criada a Media i era aficionada a una situació muntanyosa." | » |

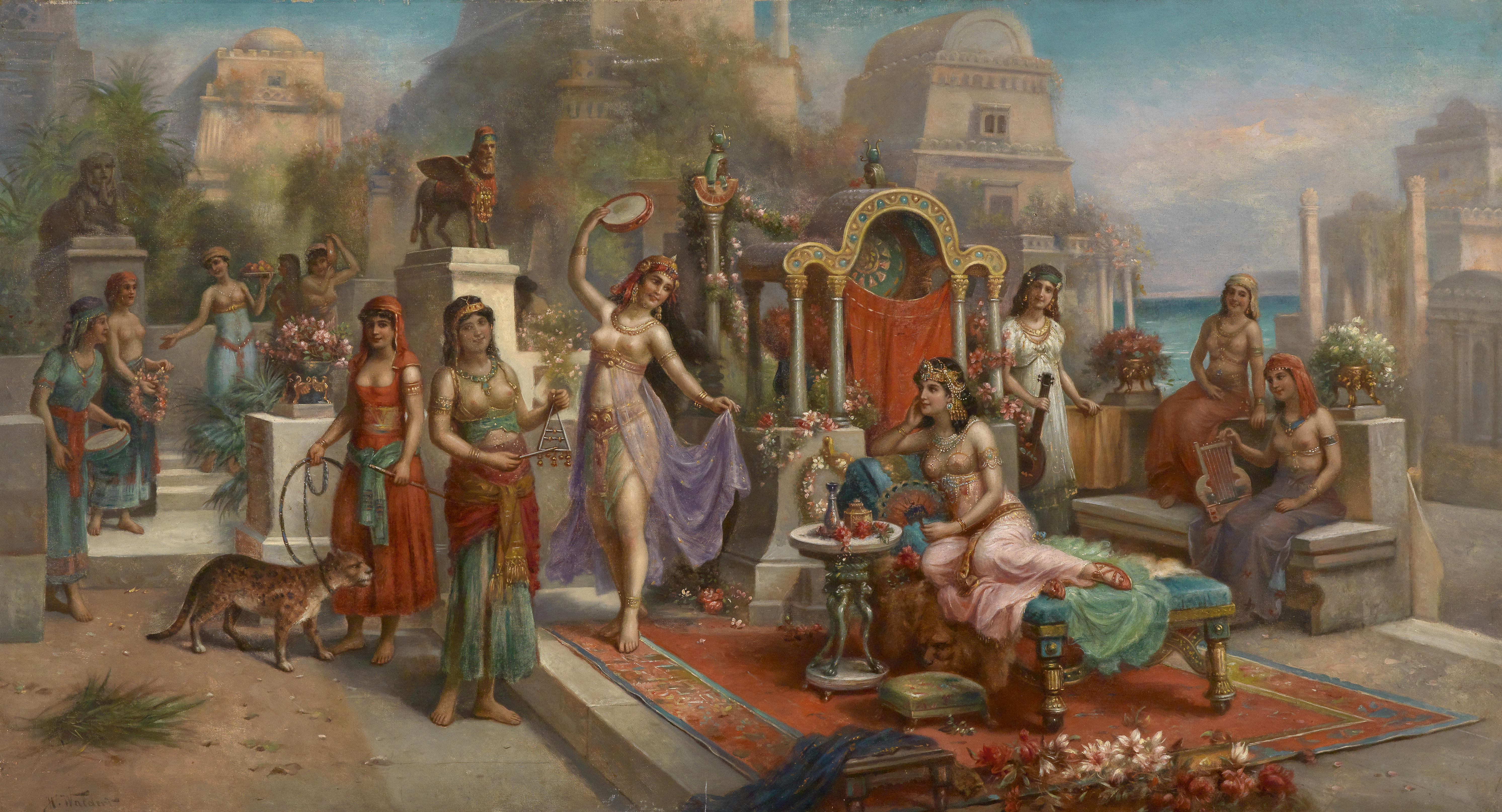
Jardins penjants de Semíramis, per H. Waldeck

Diodor de Sicilia (ca. 60-30 aC) sembla haver consultat els textos del segle iv aC tant de Clitarc (historiador d'Alexandre el Gran) com de Ctèsies de Cnidos. Diodor atribueix la construcció a un rei sirià. Afirma que el jardí tenia la forma d'un quadrat, amb cada costat aproximadament quatre plethrons de llarg. El jardí tenia diversos nivells, amb una galeria superior de 50 colzes d'alçada. Les parets, de 22 peus de gruix, eren de maó. Les bases de les seccions escalonades eren prou profundes per proporcionar creixement d'arrels als arbres més grans, i els jardins es regaven des del proper Eufrates.
Quint Curci Ruf (ca Segle I dC) probablement es va basar en les mateixes fonts que Diodor. Escriu que els jardins eren a la part superior d'una ciutadella, que tenia una circumferència de 20 estadis. Atribueix la construcció dels jardins a un rei sirià, que les hauria fet construir perquè la seva reina trobava a faltar la seva terra natal.
El relat d'Estrabó (c. 64 aC - 21 dC) possiblement va basar la seva descripció en el relat perdut d'Onesicrit del segle iv aC. Afirma que els jardins es regaven mitjançant un cargol d'Arquimedes que conduïa als jardins des del riu Eufrates.
L'última de les fonts clàssiques que es creu que és independent de les altres és A Handbook to the Seven Wonders of the World del paradoxògraf Filó de Bizanci, que va escriure entre segle IV al V dC. El mètode per aixecar aigua per cargol coincideix amb el descrit per Estrabó. Filó elogia l'enginyeria i la ingenuïtat de construir vastes àrees de sòl profund, que tenien una massa enorme, molt per sobre del nivell natural de la terra circumdant, així com les tècniques de reg.

## Existència històrica

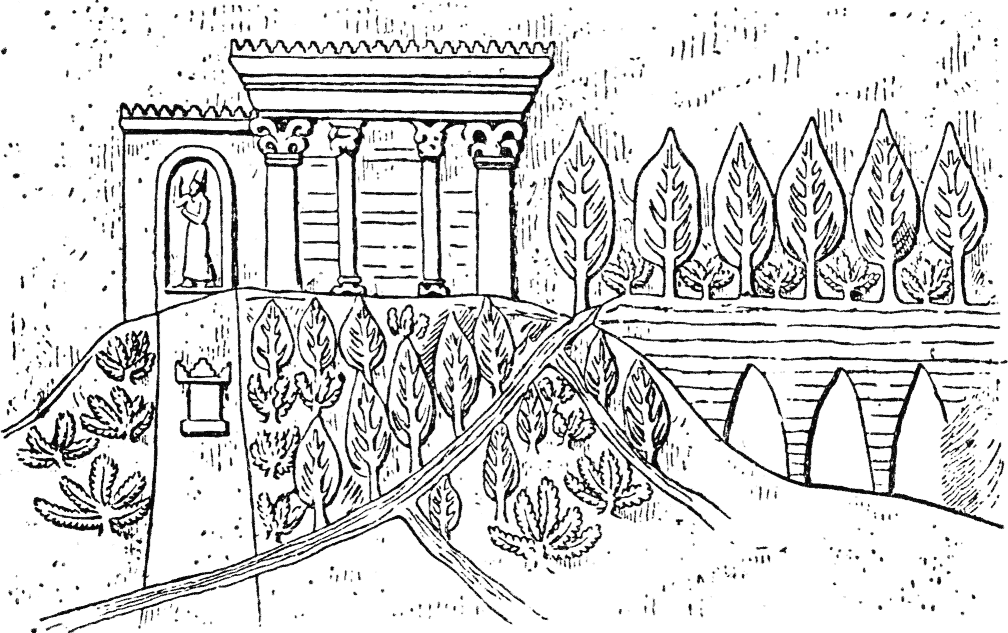
Aquesta còpia d'un baix relleu del palau nord d'Ashurbanipal (669–631 aC) a Nínive mostrant un luxós jardí regat per un aqüeducte.

No és clar si els jardins penjants van ser una construcció real o una creació poètica, a causa de la manca de documentació en fonts babilòniques contemporànies. Tampoc no s'esmenta la dona de Nabucodonosor Amyitis (ni cap altra dona), tot i que el matrimoni polític amb una meda o persa no hauria estat inusual. Existeixen molts registres de les obres de Nabucodonosor, però cap de les llargues inscripcions no mencionen un jardí. No obstant això, es va dir que els jardins encara existien quan els escriptors posteriors els van descriure, i aquests relats haurien provinguts de persones que havien visitat Babilònia. Heròdot, que descriu Babilònia a les Històries, no esmenta els jardins penjats, encara que podria ser que els jardins encara no fossin ben coneguts pels grecs en el moment de la seva visita.
Fins ara, no s'ha trobat cap prova arqueològica a Babilònia sobre els jardins penjats. És possible que hi hagi proves sota l'Eufrates, que actualment no es poden excavar amb seguretat. El riu va fluir a l'est del llit actual durant l'època de Nabucodonosor II, i se sap poc sobre la part occidental de Babilònia. Rollinger ha suggerit que Berós atribuïa els jardins a Nabucodonosor per raons polítiques i que havia adoptat la llegenda des d'altres llocs.

## Identificació amb els jardins de Sennacherib a Nínive
L'investigadora de la Universitat d'Oxford Stephanie Dalley ha proposat que els jardins penjants de Babilònia fossin en realitat els jardins millor documentats construïts pel rei assiri Senàquerib (que va regnar del 704 al 681 aC) per al seu palau de Nínive. Dalley pretén que durant els segles intermedis els dos llocs es van confondre i que els extensos jardins del palau de Senàquerib van ser atribuïts a la Babilònia de Nabucodonosor II. Les excavacions arqueològiques han trobat rastres d'un ampli sistema d'aqüeductes atribuït a Senàquerib per una inscripció a les seves restes, que Dalley proposa que formaven part d'un recorregut d'uns vuitanta quilòmetres de canals, preses i aqüeductes per a transportar l'aigua fins a Nínive amb cargols d'Arquimedes per pujar l'aigua als nivells superiors dels jardins.
Dalley es basa en desenvolupaments recents de l'anàlisi d'inscripcions accàdies contemporànies. Els seus arguments principals són:
- La paraula Babilònia, que significa «porta dels déus»[27] s'aplicava a diverses ciutats mesopotàmiques.[28] Senàquerib va donar el nom de déus a les portes de la ciutat de Nínive,[29] el que suggereix que desitjaria que la ciutat fos considerada «una Babilònia».
- Només Flavi Josep menciona Nabucodonosor com el rei que va construir els jardins. Tot i que Nabucodonosor va deixar moltes inscripcions, cap no menciona ni una obra de jardí ni d'enginyeria.[26] Diodor de Sicilia i Quint Curci Ruf parlen d'un rei sirià. Per contra, Senàquerib va deixar descripcions escrites,[30] i hi ha proves arqueològiques de la seva enginyeria de l'aigua.[31] El seu net Assurbanipal va representar el jardí madur en un tauler de paret esculpit al seu palau.[32]
- Senàquerib va anomenar el seu nou palau i jardí «una meravella per a tots els pobles». Descriu la fabricació i el funcionament de cargols per aixecar-hi l'aigua[33]
- Les descripcions dels autors clàssics s'ajusten molt a aquests registres contemporanis. Abans de la batalla de Gaugamela el 331 aC Alexandre el Gran va acampar durant quatre dies a prop de l'aqüeducte de Jerwan.[34] Els historiadors que van viatjar amb ell haurien tingut temps suficient per investigar les enormes obres que els envoltaven, enregistrant-les en grec. Aquests relats de primera mà no han sobreviscut als temps moderns, sinó que van ser citats per escriptors grecs posteriors.

El jardí del rei Senàquerib era conegut no només per la seva bellesa – un oasis durant tot l'any en un paisatge estiuenc i polsegós – sinó també per les meravelloses gestes d'enginyeria de l'aigua que mantenien el jardí. Hi havia una tradició de construcció del jardí reial assiri. El rei Assurnasirpal II (883-859 aC) havia creat un canal, que travessava les muntanyes. Es van plantar horts d'arbres fruiters. També es van esmentar pins, xiprers i ginebres; ametllers, dàtils, banús, palissandre, oliva, roure, tamarisc, noguera, terebint, freixe, avet, magrana, pera, codony, figa i raïm. Un panell de paret esculpit d'Assurnasripal mostra el jardí en la seva maduresa. Un panell original i el dibuix d'un altre són custodiats pel Museu Britànic, tot i que cap dels dos no està exposat públicament. Diverses característiques esmentades pels autors clàssics es distingeixen en aquestes imatges contemporànies.

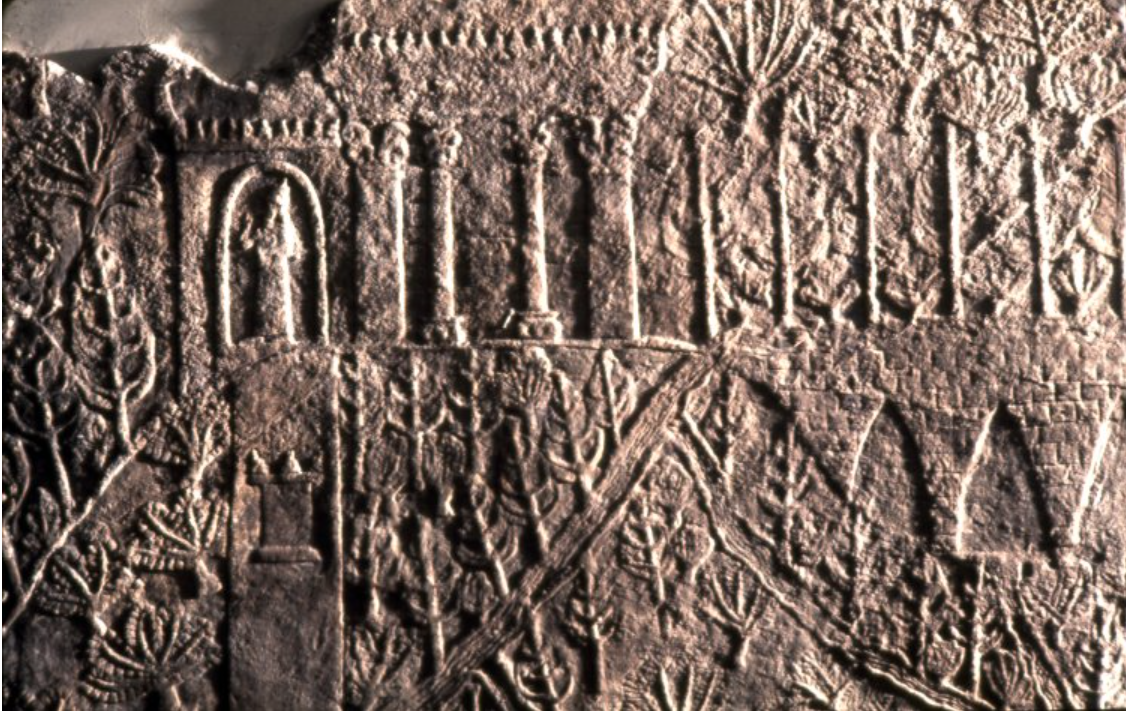
Relleu de mur assiri que mostra jardins a Nínive

Del palau de Senàquerib, esmenta els massius blocs de pedra calcària que reforcen les defenses contra les inundacions. Parts del palau van ser excavades per Austin Henry Layard a mitjan segle XIX. El seu pla de ciutadella mostra contorns que serien coherents amb el jardí de Senàquerib, però la seva posició no s'ha confirmat. La zona s'ha utilitzat com a base militar en els darrers temps, cosa que fa que sigui difícil investigar més a fons.
El reg d'aquest jardí exigiria un subministrament d'aigua millorat a la ciutat de Nínive. Els canals s'estenien al llarg de 50 km cap a les muntanyes. Senàquerib estava orgullós de les tecnologies que havia emprat i les descriu amb cert detall a les seves inscripcions. A la capçalera de les runes de Khinnis una inscripció menciona les comportes automàtiques. Un enorme aqüeducte que creua la vall de Jerwan s'hauria construït amb més de dos milions de pedres vestides. Utilitzaven falsos arcs de pedra i ciment impermeable. Hi ha escrit:
| « | Sanquerib, rei del món rei d'Assíria. A gran distància, tenia un curs d'aigua dirigit als voltants de Nínive, que unia les aigües […] Per valls de vessants escarpades vaig estendre un aqüeducte de blocs de pedra calcària blanca, vaig fer que aquelles aigües hi brollessin damunt. | » |

Senàquerib va dir que havia construït una «meravella per a tots els pobles» i que va ser el primer a desplegar una nova tècnica de fosa en lloc del procés de cera perduda per a les seves monumentals foses de bronze (30 tones). Va ser capaç d'introduir l'aigua al seu jardí a un nivell elevat perquè provenia de les muntanyes més amunt, i després va augmentar l'aigua encara més desplegant els seus nous caragols d'aigua. Això significava que podia construir un jardí que dominava el paisatge amb grans arbres a la part superior de les terrasses –un impressionant efecte artístic que va superar els dels seus predecessors.

## Les plantes

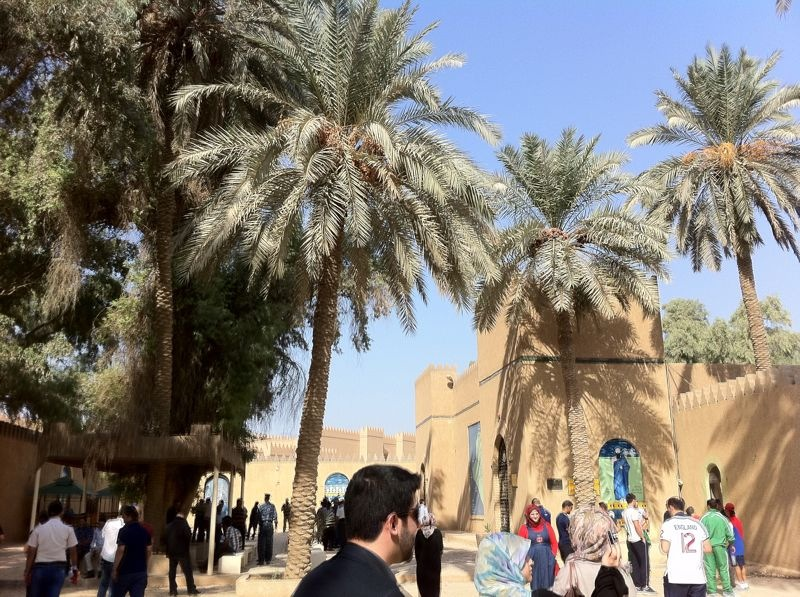
Les palmeres datileres són una espècie d'arbre comú a Babilònia.

Els jardins, tal com es representa en obres d'art, presentaven plantes en flor, fruita madura, cascades i terrasses exuberants amb un ric fullatge. Basant-se en la literatura, la tradició i les característiques ambientals de Babilònia, algunes de les plantes següents es poden haver trobat als jardins: 
- Olea europaea (Olivera)
- Cydonia oblonga (Codonyer)
- Pyrus communis (Perera)
- Ficus carica (Figuera)
- Prunus dulcis (Ametller)
- Vitis vinifera (Vinya)
- Phoenix dactylifera (Palmera datilera)
- Tamarix aphylla (Tamariu)
- Pistacia atlàntica (Pixtaxer)

Les varietats de plantes importades dels jardins inclouen el cedre, el xiprer, el banús, la magrana, la pruna, el palissandre, el terebint, el ginebre, el roure, el freixe, l'avet, la mirra, la noguera i el salze. Algunes d'aquestes plantes eren suspeses sobre les terrasses i drapades sobre les parets amb arcs a sota.